# Camió cisterna

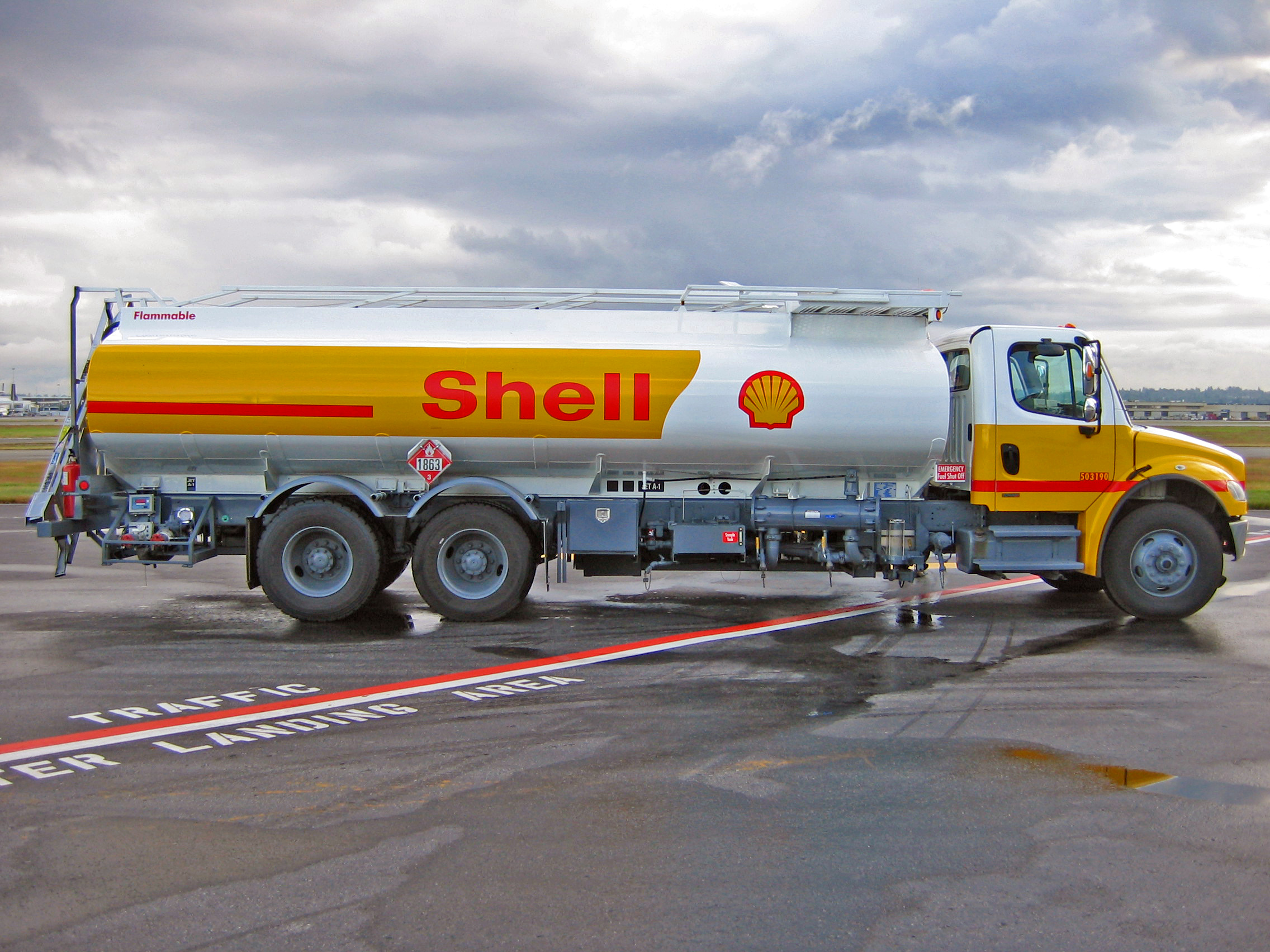
Camió cisterna de repostatge en l'Aeroport internacional de Vancouver.

El camió cisterna és una de les moltes varietats de camió que serveixen tant pel transport de líquids com pel seu manteniment durant un període llarg, segons les seves característiques. La mercaderia es transporta en estat líquid, ja que els fluids tenen un menor volum en estat líquid que en estat gasós, podent transportar major quantitat d'aquest, però a major pressió. Entre aquests es destaquen pel seu major ús els de aigua per al regadiu i el transvasament, els de transports de combustibles líquids com la gasolina, querosè, gas liquat del petroli i uns altres, o els de productes químics líquids, el transport d'aquests productes està regulat en molts països per la seva perillositat. Alguns camions cisternes també transporten aigua fins alguna comunitat aïllada.